# Hakea falcata
Hakea falcata (лат.) — кустарник, вид рода Хакея (Hakea) семейства Протейные (Proteaceae), эндемик южной части Западной Австралии. Цветёт с сентября по ноябрь бело-жёлтыми или бело-розовыми цветами.

## Ботаническое описание
Hakea falcata — вертикальный редковетвистый кустарник высотой от 2 до 4 м. Ветви имеют пятнистое покрытие из светлых ржаво-коричневых волосков. Плоские изогнутые вечнозелёные листья имеют линейно-узкую яйцевидную форму длиной от 5 до 14 см и шириной от 3 до 14 мм и имеют три или редко четыре продольных жилки. Цветёт с сентября по ноябрь и даёт бело-жёлтые или бело-розовые цветы. Каждое одиночное соцветие содержит от 25 до 40 цветков с околоцветником кремового цвета и кремовый пестик длиной от 4,5 до 6,5 мм. Плоды — наклонно узкие яйцевидные изогнутые с заметным клювом длиной от 2 до 2,5 см и шириной от 7 до 10 мм. Содержат узко-яйцевидные черновато-коричневые семена с крылом вниз с одной стороны.

## Таксономия
Вид Hakea falcata был впервые официально описан шотландским ботаником Робертом Броуном в 1830 году. Описание было опубликовано в Proteaceas Novas. Supplementum primum Prodromi florae Novae Hollandiae. Единственный синоним — Hakea falcata falcata, описанная Карлом Мейсснером. Видовой эпитет — от латинского слова falcatus, означающего «изогнутый, как серп», относящийся к форме листьев.

## Распространение и местообитание
H. falcata — эндемик района вдоль побережья округов Юго-Западный и Большой Южный Западной Австралии между Басселтоном и Албани. Небольшая популяция изолирована на хребте Стерлинг вокруг Кранбрука. Встречается в зимних влажных впадинах и других влажных местах, растущих на торфяно-песчаных или песчано-глинистых почвах. Кустарник часто является частью подлеска в ярровых лесах или в открытых эвкалиптовых лесах.